# Роля
Роля́ (хутір Генрихівка) —  село в Україні, у Шаргородській міській громаді Жмеринського району Вінницької області. Населення становить 200 осіб.

## Історія
Носить ім'я письменника, поета, історика, краєзнавця Поділля, лікаря, почесного члена Подільської АН (з 1863 року), члена Подільського єпархіального історико-статистичного комітету Юзефа Роллє, що народився в 1829 році в хуторі Генрихівка.
12 червня 2020 року відповідно до Розпорядження Кабінету Міністрів України № 707-р «Про визначення адміністративних центрів та затвердження територій територіальних громад Вінницької області» увійшло до складу Шаргородської міської громади.
19 липня 2020 року, в результаті адміністративно-територіальної реформи та ліквідації Шаргородського району, село увійшло до складу Жмеринського району Вінницької області.

## Населення

### Мова
Розподіл населення за рідною мовою за даними :
| Мова       | Кількість | Відсоток |
| ---------- | --------- | -------- |
| українська | 199       | 99.5%    |
| російська  | 1         | 0.5%     |
| Усього     | 200       | 100%     |